# Hufbeschlaglehrmeister
Hufbeschlaglehrmeister war ein unterhalb der Offiziere der Wehrmacht angesiedelter Dienstgrad, welcher in der Regel Unterveterinären oder Unteroffizieren im Veterinärwesen offenstand. Sie besaßen gegenüber Untergebenen Weisungsbefugnis und Befehlsgewalt. Die in diesen Rang eingewiesenen Soldaten sind nicht mit den beamteten Hufbeschlagmeistern der Remonteschulen zu verwechseln. Ab September 1937 bildeten die Hufbeschlaglehrmeister eine eigene Rangklasse, oberhalb der Unteroffiziere mit Portepee. In diese Rangklasse wurden 1938 die neu geschaffene Gruppe der Festungswerkmeister eingereiht.
Für die Sonderlaufbahn Hufbeschlagpersonal kamen Soldaten in Frage, die vom Beruf Schmied waren und möglichst die Gesellenprüfung bestanden hatten. Im 11. bzw. 12. Dienstjahr konnten geeignete Beschlagmeister oder Oberbeschlagmeister in einem besonderen erst dreimonatigen, dann viermonatigen Lehrgang an einer Militär-Lehrschmiede zum Hufbeschlaglehrmeister ausgebildet werden. Nach bestandener Prüfung und vollendeter zwölfjähriger Gesamtdienstzeit konnten sie zum Hufbeschlaglehrmeister befördert werden.

## Dienstgradabzeichen und Waffenfarbe
Die Hufbeschlaglehrmeister trugen anfangs die Schulterklappen der Feldwebel oder Oberfeldwebel. Auf dem rechten Unterärmel das Laufbahnabzeichen, ein gelbgesticktes, mit der Öffnung nach unten weisendes Hufeisen mit Stern, auf einem Kreis aus Abzeichentuch. Trotz Überführung in eine eigene Rangklasse, im September 1937, behielten sie die bisherigen Rangabzeichen der Feldwebel bzw. Oberfeldwebel noch bei. Die Waffenfarbe war goldgelb.
Dies änderte sich erst im September 1939, mit Einführung geflochter Schulterstücke. Diese ähnelten in der Machart dem von den Heeresmusikmeistern bis 1938 getragenen Modell. Das Geflecht bestand jedoch aus goldgelber Wollschnur, die mittlere der drei Schnüre war weiß bzw. aluminiumfarben. In der Mitte des Schulterstücks steckte ein mit seiner Öffnung zur Schulternaht weisendes Hufeisen aus Weißmetall. Darunter für den Oberhufbeschlaglehrmeister einen Aluminium-Rangstern, der Hufbeschlaglehrmeister keinen Rangstern. Die Tragung des Laufbahnabzeichens auf dem Unterärmel entfiel. Das Geflecht ruhte auf einer Tuchunterlage in Waffenfarbe, die sich, mit Einführung der Schulterstücke, von Goldgelb in das Karmesinrot der Veterinäre änderte.
Mit Verfügung vom 7. Mai 1942 wurden Schulterstücke „neuer Probe“ eingeführt. Das genaue Aussehen war darin nicht erklärt, ist aber anhand einer gesiegelten Probe vom 8. Juni 1942 definiert. Das Aussehen von Geflecht und Tuchunterlage blieb unverändert. Doch der Festungswerkmeister trug nun einen Stern, der Festungsoberwerkmeister zwei Sterne, unter- und oberhalb des Laufbahnabzeichens.
Mit der oben genannten Verfügung erhielten auch die Festungswerkmeister Schulterstücke „neuer Probe“ und gleicher Machart, jedoch von vermutlich hochoranger Farbe mit weißer Mittelschnur.
| Dienstgrad                |                                              |                                   |
| niedriger: Stabsfeldwebel | Hufbeschlaglehrmeister (Festungswerkmeister) | höher: Oberhufbeschlaglehrmeister |